# Roca dels Bous
Roca dels Bous es un yacimiento Paleolítico Medio situado en Sant Llorenç de Montgai, en el Pirineo catalán, España. La investigación arqueológica en el yacimiento incluye el estudio de los neandertales del sur de Europa que habitaron la zona hace unos 50.000 años. El sitio arqueológico se caracteriza por el uso de una tecnología innovador para la arqueología incluyendo el etiquetado con códigos QR. También ha sido uno de los primeros sitios del Paleolítico Medio abiertos a visitas en España.

## Historia de la región
La evidencia arqueológica sugiere que la península ibérica actuó como un "refugio" para las poblaciones neandertales en retirada ya que estaban siendo reemplazados por los humanos modernos. Varios sitios arqueológicos en el Mediterráneo occidental y Portugal muestran que los neandertales vivieron allí hasta alrededor de 30.000 BP. En el norte de la península ibérica, en torno a 40.000 BP, una nueva tradición tecno-económica - y posiblemente organización social- había emergido, diferente a la representada por los neandertales. Esta nueva tradición se asocia con la aparición de los humanos anatómicamente modernos, que se cree, llegaron a Europa desde el Mediterráneo oriental y se extendieron rápidamente por todo el continente.
Tan tarde como hace 50.000 años, los Pirineos eran la morada de los grupos de cazadores-recolectores neandertales y de los humanos anatómicamente modernos. Cambios críticos en su subsistencia, en la organización social, un clima más frío y poca capacidad para adaptarse a estos cambios se han propuesto como causas de su extinción.

## Historia del proyecto
El sitio se encuentra en el noreste de España, que se encuentra sobre el río Segre, en las estribaciones de los Pirineos, seis kilómetros al norte de la ciudad de Balaguer y dos horas al oeste de Barcelona. Esta ubicación permite un fácil acceso a la cuenca del Ebro y la entrada a los Pirineos.
El objetivo principal del proyecto es el estudio de la dinámica de la población y los estilos de vida de finales del Paleolítico Medio y aumentar nuestro conocimiento sobre la posible interacción entre humanos modernos y Neanderthal.
Excavaciones preliminares identificaron materiales arqueológicos propios de los neandertales, sobre todo piedra y artefactos de cuarcita característico del Paleolítico medio. Los arqueólogos encontraron los huesos de varios animales que formaban parte de la dieta de los grupos de neandertales. Los restos de fauna en los bosques (ciervos rojos), praderas ( caballos salvajes ) y animales de las rocas (cabras salvajes) están presentes, lo que sugiere que la Roca dels Bous fue en el nexo de los diferentes ecosistemas.
Una de las características más interesantes de este sitio es el papel que pudo haber desempeñado en la movilidad de los neandertales. Los suelos arqueológicos encontrados tenían los neandertales de Roca dels Bous (La Noguera , Cataluña, España ) sorprendentemente pocos artefactos líticos y restos de animales escasos. Capas de hogares sin organización aparente fueron descubiertas por la pared del refugio de piedra. Los incendios aparecen repetidamente a lo largo de la secuencia estratigráfica y podrían interpretarse como el resultado de los asentamientos permanentes a corto plazo. La combinación de estos factores sugiere que pequeños grupos elegían, consecuentemente, Roca dels Bous como un refugio temporal mientras se desplazaban por territorios extensos, posiblemente siguiendo las rutas migratorias de sus presas.
Varias analíticas de carbono 14 han dado fechas cercanas a 38.000 BP. Si se confirma esta datación, Roca dels Bous se destacaría como un sitio arqueológico muy interesante. Además, es de señalar que las muestras utilizadas para el 14C AMS se obtuvieron de los estratos más profundos del yacimiento.
Los yacimientos neandertales más antiguos conocidos en las áreas cercanas se remontan a alrededor de 40.000 BP. Los primeros asentamientos atribuidos al " anatómicamente moderno  Homo sapiens sapiens” en el norte de España están fechados en torno a 39,000-38,000 BP . Todo esto sugiere que los neandertales podrían haber persistido en esta área en particular más tiempo de lo que se creía, antes de la llegada de los primeros Homo sapiens a la zona.

## Investigación
El trabajo de investigación se inició en 1988. Este amplio período de tiempo ha contribuido a lograr un alto nivel de conocimiento sobre este importante momento en la historia. Actualmente, la Unión Europea ha contribuido a su desarrollo como un museo, junto con la construcción de infraestructura especial poco común en otros yacimientos prehistóricos. La Roca dels Bous forma parte del proyecto europeo POCTEFA, una asociación entre los países de España , Francia y Andorra . Su objetivo es proporcionar información muy valiosa acerca de la ocupación neandertal en esta área y las razones que los llevaron a su repentina desaparición.

## TIC y museización
El estudio de sitio utiliza la tecnología avanzada, que no se encuentra en la mayoría de otras excavaciones. Esta tecnología ha sido desarrollada exclusivamente para este sitio. 
Roca dels Bous es el primer sitio arqueológico en España que se ha convertido en una exposición del museo mediante la tecnología digital. Con un iPad, es posible realizar un recorrido interactivo a través de fotos, videos y aplicaciones 3D. A través de triangulación láser, el arqueólogo puede registrar la ubicación exacta de los hallazgos. 
Uso del equipo de investigación innovador sistema digital que permite clasificar las piezas encontradas. Se han incorporado los códigos Datamatrix (DM) para el trabajo de campo y el uso de PDA. Esta novedad reduce la tasa de error (de 40% a 1%) y el tiempo de etiquetado a la mitad. Esta metodología está empezando a ser adaptada a otros proyectos arqueológicos en toda Europa.